# Irmgard Bensusan
Irmgard Bensusan (* 24. Januar 1991 in Pretoria, Südafrika) ist eine Leichtathletin mit deutscher und südafrikanischer Staatsbürgerschaft in der Startklasse T44, die sich auf Sprints spezialisiert hat.

## Berufsweg
Irmgard Bensusan schloss ein Studium in Rechnungswesen an der Universität Johannesburg ab.

## Sportliche Karriere
Bensusan läuft, seitdem sie drei Jahre alt war, fand in der Schule zum Wettkampfsport und gewann in dieser Zeit auch eine Nationale Meisterschaft.
2009 stürzte sie an einer Hürde und verletzte sich so schwer am Knie, dass sie eine dauerhafte Nervenschädigung im rechten Bein erlitt, was in Südafrika aber nicht als Behinderung anerkannt wurde. Durch ihre deutsche Mutter, die Kontakt zum Deutschen Behindertensportverband (DBS) aufnahm, und den Leichtathletik-Bundestrainer kam Bensusan zum TSV Bayer 04 Leverkusen.
Seit 2014 startet Bensusan für Deutschland und errang bei den IPC-Europameisterschaften in Swansea Silber über 100 und 200 Meter hinter Marlou van Rhijn und über 400 Meter, die Marie-Amélie Le Fur in Weltrekordzeit gewann.
2015 wurde sie in Doha (Katar) über 400 Meter hinter le Fur IPC Vizeweltmeisterin und kam beim 200-Meter-Lauf auf den 4. Platz.
2016 erreichte Bensusan in Abwesenheit von van Rhijn in Grosseto über 100 und 200 Meter die IPC-Europameistertitel. Über 400 Meter konnte sie le Fur nicht schlagen und wurde Vizeeuropameisterin. Bei den Paralympics in Rio de Janeiro lief Bensusan im Vorlauf über 200 Meter paralympischen Rekord und holte dreimal Silber, wiederum über 100 und 200 Meter hinter van Rhijn und trotz persönlicher Bestzeit über 400 Meter hinter le Fur.
2017 gewann sie bei den IPC-Weltmeisterschaften in London Gold über 400 Meter und Silber über 200 Meter. Beim 100-Meter-Lauf erreichte sie den 4. Platz.
2018 errang Bensusan bei den IPC-Europameisterschaften in Berlin trotz Meisterschaftsrekorden über 100 und 200 Meter hinter Marlene van Gansewinkel jeweils Silber.
2021 gewann sie bei den Paralympischen Spielen in Tokio zweimal Silber.
2023 siegte sie bei den Para-Weltmeisterschaften in Paris über 200 Meter.
Bei den Sommer-Paralympics 2024 in Paris gewann sie Bronze über 200 Meter.

## Ehrungen
- Am 1. November 2016 wurde Bensusan für ihre sportlichen Erfolge mit dem Silbernen Lorbeerblatt ausgezeichnet.[8]
- 2019 wurde sie zur Parasportlerin des Jahres gewählt.[9]

## Vereinszugehörigkeiten
Irmgard Bensusan ist seit 2014 beim TSV Bayer 04 Leverkusen. Sie tritt in der Startklasse T44 an, als Athletin mit Teillähmung Unterschenkel rechts mit Nervenschäden. Sie kam nach Deutschland, um an den Paralympics 2016 teilnehmen zu können, und hat auch an den Paralympics in Tokio teilgenommen.

## Persönliche Bestleistungen
(Stand: 30. September 2018)
Halle
- 60 m: 8,24 s (deutscher Rekord)
- 200 m: 26,53 s (deutscher Rekord)
- 400 m: 1:02,42 min (deutscher Rekord)

Freiluft
- 100 m: 13,01 s (deutscher Rekord)
- 200 m: 26,53 s (deutscher und Weltrekord)
- 400 m: 59,62 s (deutscher Rekord)

## Erfolge
International
- 2014: IPC-Vizeeuropameisterin (100, 200 und 400 m)
- 2015: IPC Vizeweltmeisterin (400 m)
- 2015: 4. Platz IPC-Weltmeisterschaften (200 m)
- 2016: IPC-Europameisterin (100 und 200 m)
- 2016: IPC-Vizeeuropameisterin (400 m)
- 2016: 2. Platz Paralympische Spiele (100, 200 und 400 m)
- 2017: IPC Weltmeisterin (400 m)
- 2017: IPC Vizeweltmeisterin (200 m)
- 2017: 4. Platz IPC-Weltmeisterschaften (100 m)
- 2018: IPC-Vizeeuropameisterin (100 und 200 m)
- 2019: 1. Platz IPC-Weltmeisterin (200 m)[12]
- 2023: 1. Platz Para-Leichtathletik-Weltmeisterschaften (200 m)